# Bury F.C.
Câu lạc bộ bóng đá Bury F.C. là một câu lạc bộ bóng đá của Anh có trụ sở tại Bury, Greater Manchester, chơi ở Premier Division của North West Counties League, hạng đấu thứ chín của kim tự tháp bóng đá Anh, sau khi sáp nhập vào năm 2023 với câu lạc bộ Phoenix Bury AFC. Trước khi bị trục xuất khỏi English Football League, Bury F.C. đã chơi ở EFL League Two, hạng đấu thứ tư của kim tự tháp bóng đá Anh, trong mùa giải 2018–19.
Đội được gọi là The Shakers và chơi với trang phục là áo sơ mi trắng và quần đùi xanh nước biển. Gigg Lane là sân nhà của câu lạc bộ kể từ năm 1885. Câu lạc bộ có mối quan hệ đối đầu lâu dài với Bolton Wanderers, Oldham Athletic và Rochdale. Được thành lập vào năm 1885, Bury là thành viên sáng lập của Lancashire League vào năm 1889 và vô địch vào các mùa giải 1890–91 và 1891–92, trước khi được bầu vào Football League vào năm 1894.

## Cầu thủ

### Đội hình hiện tại
Tính đến 27 tháng 11 năm 2023
Nguồn:
Ghi chú: Quốc kỳ chỉ đội tuyển quốc gia được xác định rõ trong điều lệ tư cách FIFA. Các cầu thủ có thể giữ hơn một quốc tịch ngoài FIFA.
| Số | VT | Quốc gia | Cầu thủ                          |
| -- | -- | -------- | -------------------------------- |
| —  | TM | Anh      | Harry Wright                     |
| —  | TM | Anh      | Sam Ashton                       |
| —  | HV | Anh      | Oliver Jepson (đội trưởng thứ 3) |
| —  | HV | Anh      | Gareth Peet                      |
| —  | HV | Anh      | Ethan Kachosa                    |
| —  | HV | Anh      | Andrew Hollins                   |
| —  | HV | Anh      | Thomas Moore (đội trưởng)        |
| —  | TV | Anh      | Billy Reeves                     |
| —  | TV | Anh      | Jordan Butterworth               |
| —  | TV | Anh      | Anton Smith                      |
| —  | TV | Anh      | Andy Kellett                     |
| —  | TV | Anh      | Chris Rowney                     |

| Số | VT | Quốc gia | Cầu thủ                 |
| -- | -- | -------- | ----------------------- |
| —  | TV | Anh      | Andrew Scarisbrick      |
| —  | TV | Anh      | Charlie Doyle (đội phó) |
| —  | TĐ | Anh      | Connor Comber           |
| —  | TĐ | Anh      | Lewis Gilboy            |
| —  | TĐ | Anh      | Sam Burns               |
| —  | TĐ | Anh      | Benito Lowe             |
| —  | TĐ | Anh      | Andrew Briggs           |
| —  | TĐ | Anh      | Joe Duckworth           |
| —  | TĐ | Anh      | Sam Unwin               |
| —  | TĐ | Anh      | Joe Hopson              |
| —  | TĐ | Anh      | Declan Daniels          |

## Nhân sự
Tính đến 25 tháng 3 năm 2021
| Chức danh                                  | Tên              |
| ------------------------------------------ | ---------------- |
| Chủ tịch                                   | Marcel de Matas  |
| Phó chủ tịch (đội nữ)                      | Casey Lynchy     |
| Phó chủ tịch (đội nam)                     | Gareth Castick   |
| Thư ký                                     | Ian Coyle        |
| Thương mại                                 | Jon Wiggans      |
| Giám đốc truyền thông                      | Adam Ingram      |
| Người phụ trách marketing trên mạng xã hội | Jonny Greenhalgh |
| Tài chính                                  | Mike Howarth     |
| Văn phòng phúc lợi                         | Tania Jackson    |

| Chức vụ                 | Tên              |
| ----------------------- | ---------------- |
| Huấn luyện viên         | Andy Welsh       |
| Trợ lý huấn luyện viên  | Phil Carratt     |
| Huấn luyện viên thủ môn | Spencer Harrison |
| Huấn luyện viên thể lực | Alex Lenkowski   |
| Nhà vật lý trị liệu     | Aidan Bowe       |

## Danh hiệu

### Quốc nội
- Football League Second Division / Division One / EFL Championship
  - Vô địch (1): 1894–95
  - Á quân (1): 1923–24 (thăng hạng)
- Football League Third Division / Division Two / EFL League One
  - Vô địch (2): 1960–61, 1996–97
  - Á quân (1): 1967–68 (thăng hạng)
- Football League Fourth Division / Division Three / EFL League Two 
  - Á quân (2): 2010–11 (thăng hạng), 2018–19 (thăng hạng)
  - Thăng hạng (4): 1973–74 (thứ 4), 1984–85 (thứ 4), 1995–96 (thứ 3), 2014–15 (thứ 3)
- North West Counties Football League
  - Division One North (1) 2021–22

### Cúp quốc gia
- Cúp FA
  - Vô địch (2): 1899–1900, 1902–03
- Football World Championship: 
  - Vô địch (1): 1904 (Anglo-Scottish, 1876–1904)

### Trong chiến tranh
- Vô địch (1):North West League, 1939–40

### Khác
- Lancashire League (2): 1890–91, 1891–92
- Lancashire Cup (11): 1892, 1899, 1903, 1906, 1926, 1958, 1983, 1987, 2014, 2015, 2018
- Lancashire Junior Cup (1): 1890
- Manchester Cup (12): 1894, 1896, 1897, 1900, 1903, 1905, 1925, 1935, 1951, 1952, 1962, 1968